# NGC 5122
NGC 5122 је спирална галаксија у сазвежђу Девица која се налази на NGC листи објеката дубоког неба.
Деклинација објекта је - 10° 39' 16" а ректасцензија 13h 24m 14,9s. Привидна величина (магнитуда) објекта NGC 5122 износи 13,4 а фотографска магнитуда 14,3. NGC 5122 је још познат и под ознакама MCG -2-34-43, 2SZ 43, PRC B-16, PGC 46848.